# Євген Кароль Червінський
Євге́н Ка́роль Черві́нський (пол. Eugeniusz Karol Czerwiński; 7 жовтня 1887, Львів — 20 лютого 1930, там само) — польський архітектор.

## Біографія
Закінчив 1909 року Цісарсько-королівську політехнічну школу. Від 1910 року був членом Політехнічного товариства у Львові. Співпрацював із будівельною фірмою Альфреда Захаревича та Юзефа Сосновського. Пізніше, до 1914 року, співробітник майстерні Івана Левинського. Від 1911 року до початку Першої світової війни працював асистентом на кафедрі будівництва у Львівській політехніці. 1920 року став компаньйоном у фірмі Альфреда Захаревича (замість Юзефа Сосновського). У 1920—1925 роках офіс фірми знаходився на нинішній вулиці Князя Романа, 32. 1925 року до спілки було прийнято Карла-Ольгерда Юраша. Спільно було спроєктовано ряд споруд. Близько 1926 року Червінський вийшов зі спілки. У 1921—1930 роках викладач, а згодом — доцент у Політехніці. Став відомий у 1922 році завдяки конкурсу на найкращий проєкт Сілезького сейму в Катовицях, на якому здобув друге місце (співавтор проєкту Мар'ян Нікодемович). Будував громадські й житлові будинки у Львові, Ворохті, Дрогобичі, Яремчі. У спорудах застосовував модернізований класицизм, пізніше перейшов до функціоналізму. Член Спілки митців-декораторів у Перемишлі. Помер 20 лютого 1930 року. Похований у родинному склепі власного проєкту (за іншими даними — М. Нікодемовича) на Личаківському цвинтарі (поле 60).

## Будівлі
- Реконструкція Головпоштамту (вул. Словацького, 1) у Львові спільно з архітектором Альфредом Захаревичем (1923)[6].
- Ряд павільйонів «Східних торгів» у Львові: Чехословацький павільйон (ранній функціоналізм), павільйон «Нафта», центральний павільйон (пошуки в національно-романтичній течії), павільйон-ротонда фірми «Пациків» (класичні форми). Усі павільйони збудовані у 1921—1924 роках.
- Колишній будинок дирекції Ходорівського цукрового заводу на розі нинішніх вулиць Стефаника та Дудаєва у Львові (1924)[6].
- Будинки № 11 і 13 на вул. Я. Стецька у Львові. Останній, збудований у 1930 році, прикрашено декоративними вставками виконаними Казимежем Пьотровичем у техніці сграфіто і належав особисто Червінському[7][8].
- Проєкт переобладнання залу глядачів кінотеатру «Коперник» на вул. Коперника, 9 у Львові (1925)[9].
- Телефонна станція на вул. Дорошенка, 26 у Львові (1926)[10].
- Житловий будинок, початково призначений для працівників ощадних кас на нинішній вулиці Івана Франка, 23 у Львові (1926)[11].
- Будинок видавництва «Wiek Nowy» на нинішній вулиці Ковжуна, 10 (проєкт 1924 року)[10].
- Дерев'яний костел святого Миколая в селі Лановичах Самбірського району (1927)[12].
- Комплекс гуртожитку № 1 Львівського політехнічного інституту на нинішній вулиці Бой-Желенського (1921—1927, спільно з Альфредом Захаревичем)[13].
- Будівля кінотеатру «Палас» на 710 місць в партері та 403 — на балконах та у лоджіях, споруджена у внутрішньому подвір'ї будинку при нинішньому проспекті Свободи, 5 (1925). Під час другої світової війни кам'яницю зруйновано. Будинок пізніше відбудований, а руїни кінотеатру розібрано[14].
- Санаторій «Львігруд» у Криниці на вулиці Нітрібітта, 6. Спорудженню передував конкурс 1926 року, на якому робота Євгена Червінського і Альфреда Захаревича посіла одне з трьох перших місць[15].
- Вілла на вулиці Похилій, 1 (1920-ті)[16].

Галерея робіт Євгена Кароля Червінського
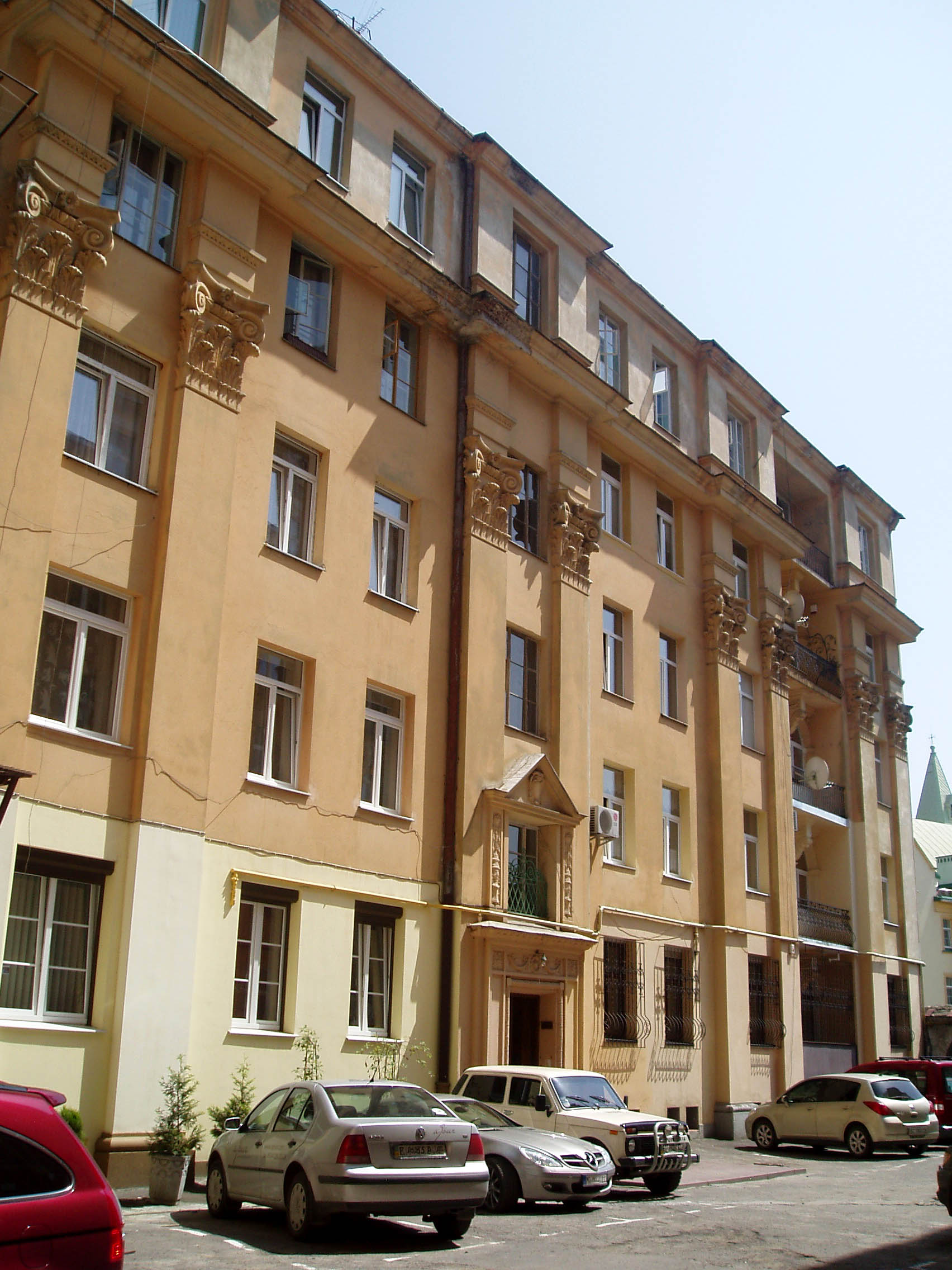
Житловий будинок (вул. Івана Франка, 23)
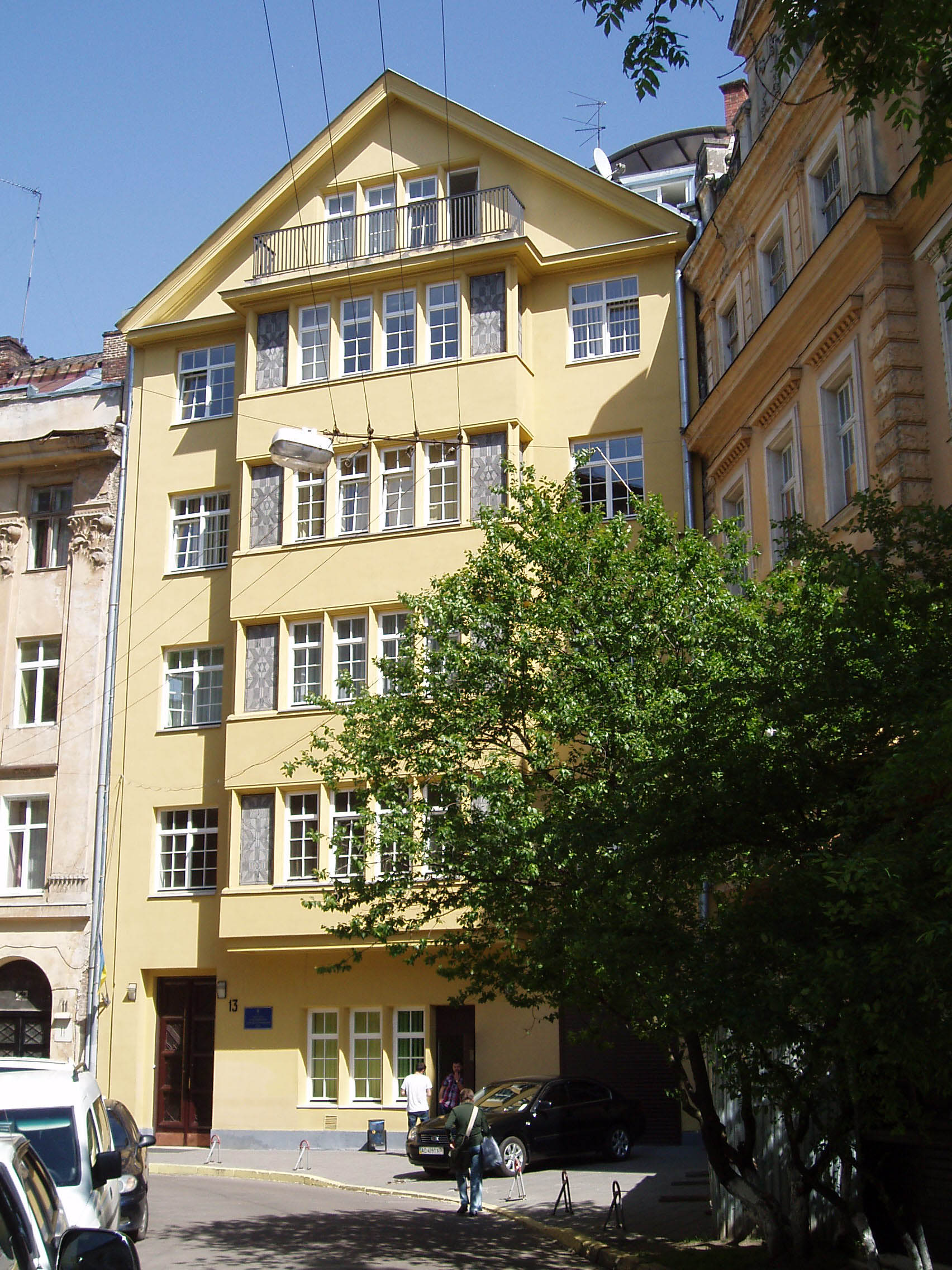
Житловий будинок (вул. Ярослава Стецька, 13)
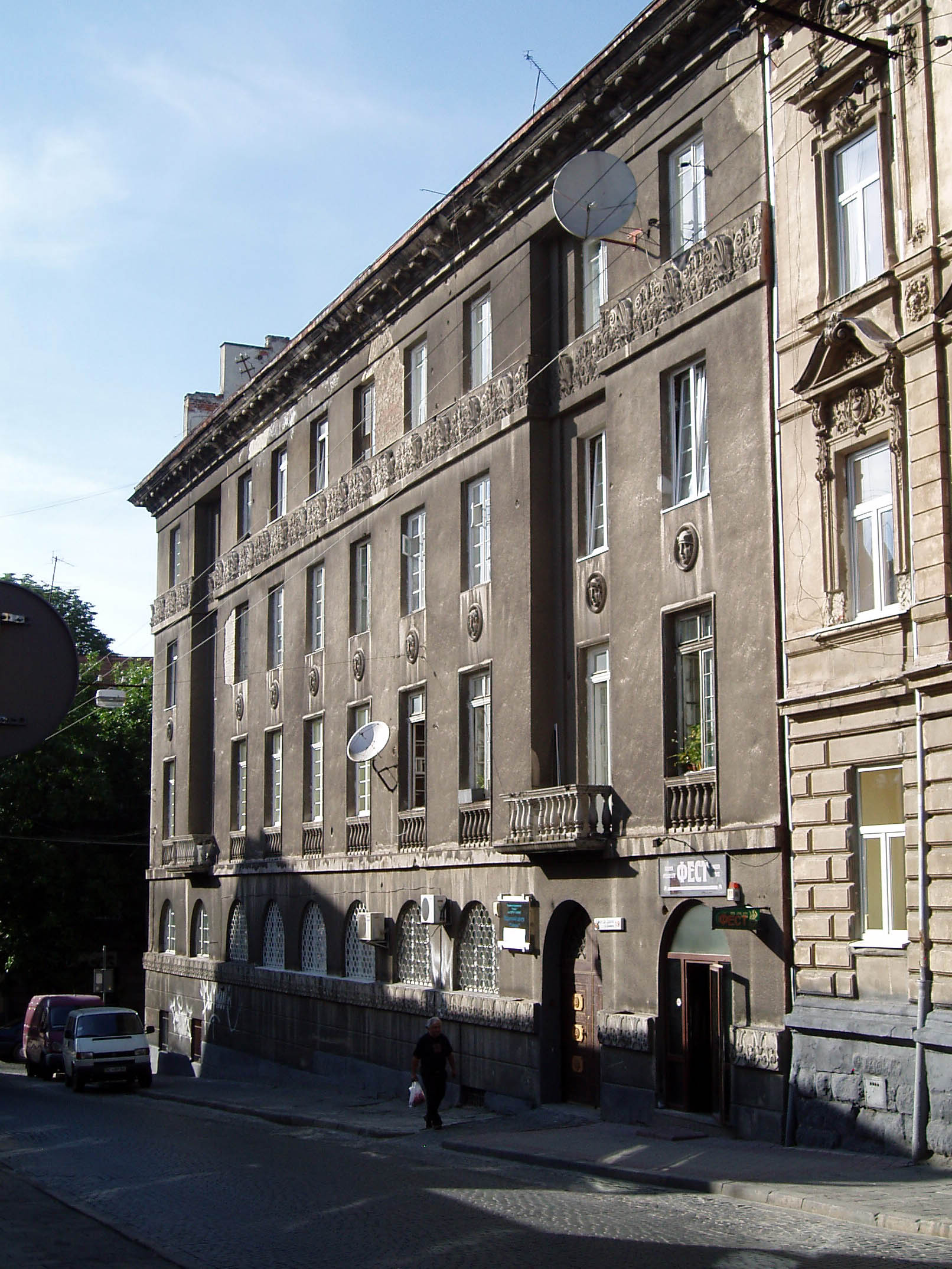
Житловий будинок (вул. Дудаєва, 19)
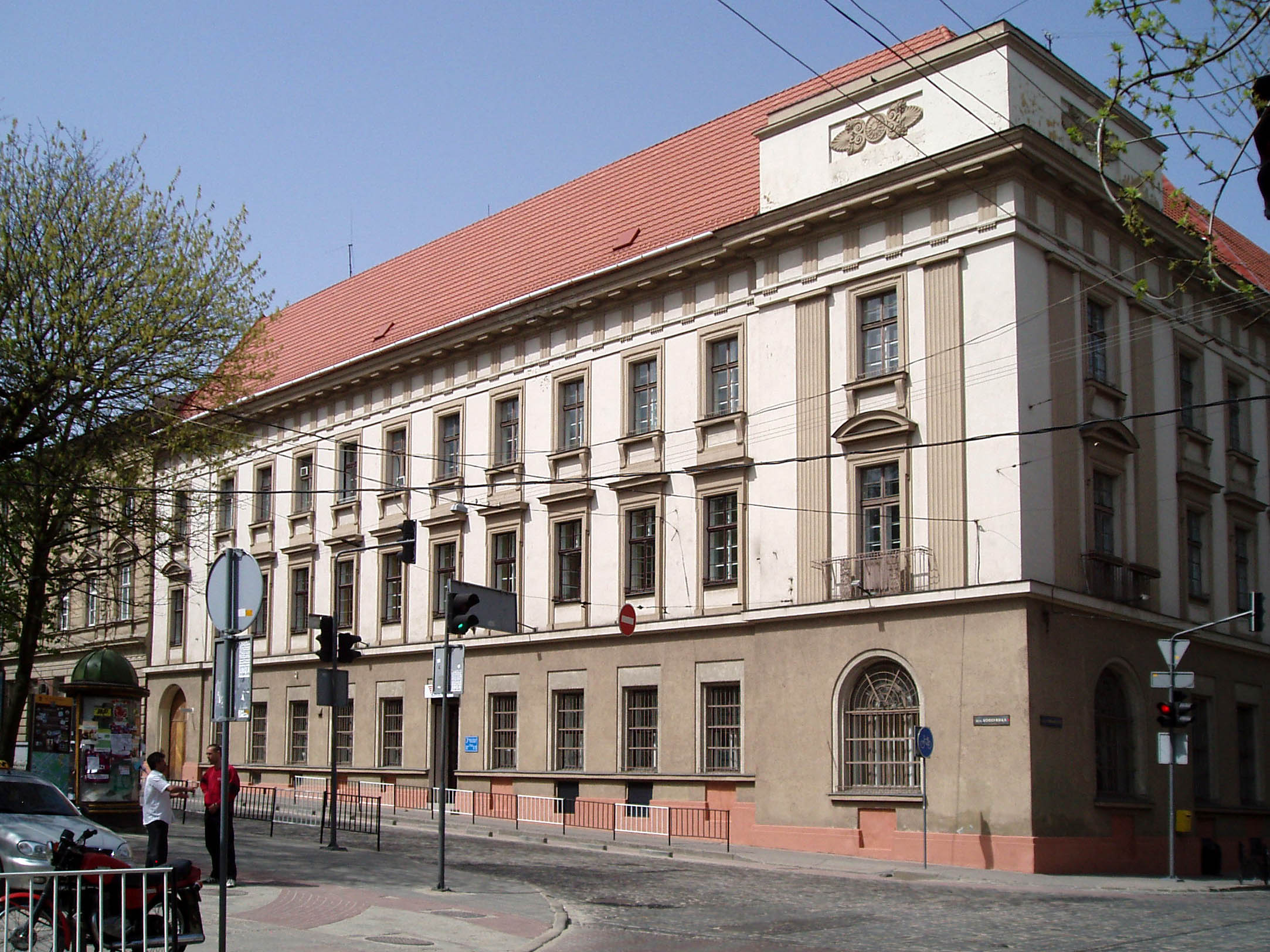
Будівля Головпоштамту (вул. Словацького, 1)
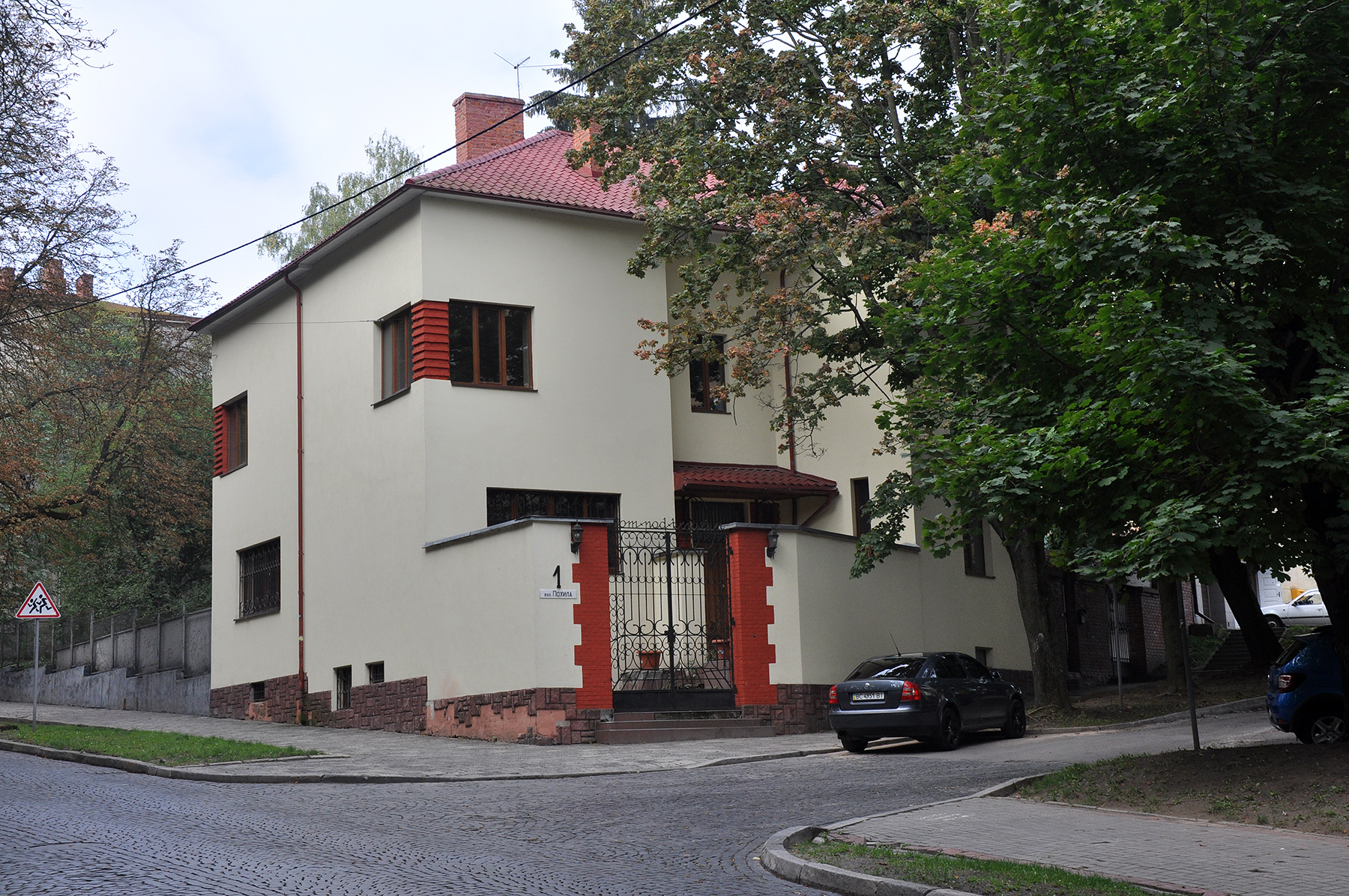
Вілла (вул. Похила, 1)

## Нереалізовані проєкти
- Конкурсний проєкт ратуші в Дрогобичі (1913, співавтор Ян Хойновський)[17][18].
- Перше місце на конкурсі проєктів Купецької палати у Кракові (1913, співавтор Ян Хойновський)[19].
- Конкурсний проєкт двору родини Яна і Софії Влодків у селі Негович Малопольського воєводства. На організованому 1913 року Краківським колом архітекторів конкурсі, серед 56 робіт, проєкт Червінського, виконаний спільно з Яном Хойновським не здобув призових місць, але був відзначений «першою почесною згадкою журі»[20].
- Перша премія на конкурсі проєктів палацу мистецтв у Львові (1920). Будинок мав постати неподалік Домініканського костелу[21].
- Друга премія на конкурсі проєктів Сілезійського сейму в Катовицях (1923, співавтор проєкту Мар'ян Нікодемович). Серед переваг проєкту журі відзначило його монументальність[22].
- Третя премія серед 16 проєктів конкурсу на будівлю Празького кредитного банку у Львові, що на розі нинішнього проспекту Свободи і вулиці Гнатюка[23].